# 蒙利奥和库尔塞勒
蒙利奥和库尔塞勒（法語：Montliot-et-Courcelles，法語發音：[mɔ̃ljo e kuʁsɛl]）是法国科多尔省的一个市镇，属于蒙巴尔区。

## 地理
蒙利奥和库尔塞勒（47°53'29"N, 4°33'35"E）面积8.65 平方千米，位于法国勃艮第-弗朗什-孔泰大區科多尔省，该省份为法国中东部省份，北起奥布省，西接涅夫勒省和约讷省，南至索恩-卢瓦尔省，东南接汝拉省，东临上索恩省，东北部与上马恩省接壤。
与蒙利奥和库尔塞勒接壤的市镇（或旧市镇、城区）包括：瓦奈尔、塞纳河畔圣科隆布、维村、塞纳河畔沙蒂永、埃特罗谢、马桑日。

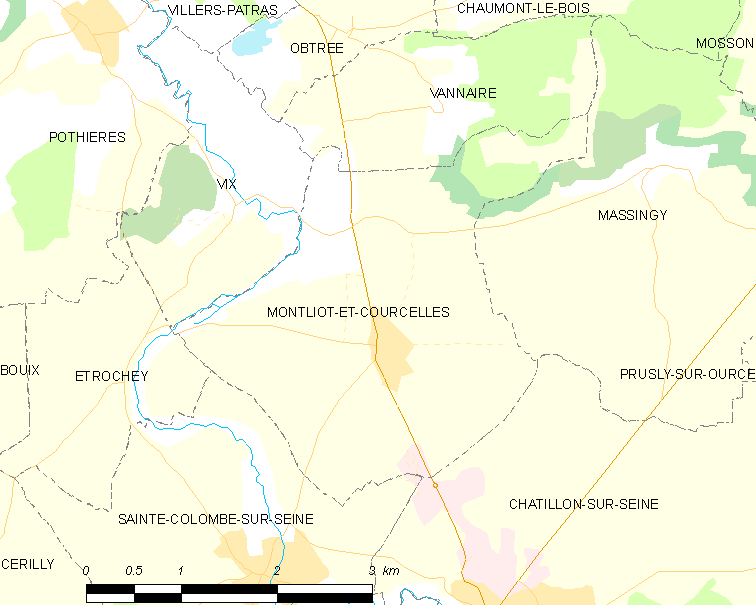
蒙利奥和库尔塞勒的OSM定位图

蒙利奥和库尔塞勒的时区为UTC+01:00、UTC+02:00（夏令时）。

## 行政
蒙利奥和库尔塞勒的邮政编码为21400，INSEE市镇编码为21435。

## 政治
蒙利奥和库尔塞勒所属的省级选区为塞纳河畔沙蒂永县。

## 人口

1962-2008年间蒙利奥和库尔塞勒人口变化图示

蒙利奥和库尔塞勒于2022年1月1日时的人口数量为292人。